# João de Sedre
Patriarca João de Sedre, ou João II, foi o patriarca ortodoxo siríaco de Antioquia entre 631 e 648. Ele foi sepultado em Amida no templo do Senhor Zecuro. 